# Lomadonta johnstoni
Lomadonta johnstoni är en fjärilsart som beskrevs av Swinhoe 1903. Lomadonta johnstoni ingår i släktet Lomadonta och familjen tofsspinnare. Inga underarter finns listade i Catalogue of Life.